# Johann Heinrich Schramm (Theologe)
Johann Heinrich Schramm (* 20. März 1676 in Girkhausen (Bad Berleburg); † 20. Januar 1753 in Herborn) war ein deutscher reformierter Theologe.

## Leben
Der Sohn des Pfarrers Johann Jakob Schramm (* 9. März 1645; † 1729) und dessen Frau Anne Catherina, die Tochter des Altbürgermeisters in Berleburg Andreas Lehr, wurde bis zum vierzehnten Lebensjahr vom Vater ausgebildet. 1690 setzte er seine Ausbildung an der Hohen Schule in Herborn fort, wo er sich nach zweijähriger Einführungszeit dem Studium der Theologie zuwendete. Dabei waren Johann Heinrich Florin (1650–1700) und Heinrich Horche (1652–1729) seine Lehrer.
Seine Studien setzte er in Holland an der Universität Franeker fort. Hier besuchte er die Vorlesungen von Campegius Vitringa der Ältere, Hermann Alexander Roëll und Jacob Rhenferd (1654–1712).
Er machte sich auch mit den Gelehrten in Amsterdam, an der Universität Leiden und an der Universität Utrecht vertraut. 1699 kehrte er in seine Heimat zurück, übte sich im Predigen und verspürte den Drang, sich als akademischer Dozent zu betätigen. Am 15. Oktober 1701 wurde er zum Professor der Rhetorik, der Geschichte und der griechischen Sprache, sowie als Aufseher des Pädagogiums an die Hohe Schule Herborn berufen. Da er aber beabsichtigte, eine theologische Profession zu erreichen, promovierte er 1706 mit der Inaugural-Dissertation „de Manipulo Hordeaceo ejusque mysterio“ an der Universität Frankfurt (Oder) zum Doktor der Theologie. 1707 wurde er Konsistorialrat und als erster Prediger in Dillenburg berufen.
Im Herbst 1709 ging er, unter Beibehaltung seiner Konsistorialratsstelle, als dritter theologischer Professur nach Herborn. 1721 wechselte er als Professor der Theologie an die Universität Marburg, musste jedoch aufgrund des Willens seines Landesherrn 1723 nach Herborn zurückkehren. Aus Altersgründen legte er 1745 das Predigtamt nieder. Stattdessen wurde er Generalsuperintendent des Fürstentums Nassau-Dillenburg, wobei er sich aufgrund seiner umsichtigen Amtsführung viel Anerkennung erwarb.
Er starb 1753 in Herborn. Sein Leichnam wurde in der Herborner Stadtkirche beigesetzt, wo man ihm, auf der rechten Seite des Haupteinganges, ein Epitaph errichtete. Auf diesem Epitaph ist in einer barocken Kartusche auch das Wappen des Geschlechts der Herren von Horrem genannt Schramm abgebildet, aus dem die Familie des Theologen ursprünglich hervorgegangen war.

## Wirken
Theologisch trat er für eine moderate reformierte Orthodoxie ein, welche sich an den Grundprinzipien der Föderaltheologie des Johannes Coccejus orientiert, wobei er mehr in die Richtung des Pietismus hinneigt. Mit dem Pietismus hatte er auch die Bestrebungen nach Vereinigung der beiden evangelischen Kirchen geteilt. Schon in Marburg veröffentlichte er 1722 eine lateinische Dissertation über dieses Thema, welche auch in deutscher Übersetzung unter dem Titel erschien: „Beweis der zu dieser Zeit höchst nöthigen Kirchenvereinigung unter den Protestanten“. Von größerer Bedeutung ist seine neue Ausgabe der „Politia ecclesiastica“ und der „Explanatio legum mosaicarum forensium“ des einstigen Herborner Professor Wilhelm Zepper, welche er mit vielen trefflichen Anmerkungen ausstattete. Von mehr praktischem Werth sind seine 1749 erschienenen „Canones ad textuum sacrorum analysin et exegesin recte instituendam“, eine Homiletik. Mehrere exegetische Arbeiten über einzelne schwierige Bibelstellen hat er in theologische Zeitschriften, wie in die Bibliotheca Bremensis und die Miscellanea Duisburgensia geschrieben. Daneben förderte er, dass reformierte Prediger in die Vereinigten Staaten gingen.
Auch ist er 1756 als Editor eines Gesangbuches „Neu- vermehrt- und verbessertes Oranien-Nassauisches Kirchengesangbuch, worinnen die Psalmen Davids, benebens den erbaulichsten und gebräuchlichsten Gesängen und Liedern, durch D. Luther und viele andere Männer gestellt, nebst Neanders Bundeslieder und sonst verschiedene“ in Erscheinung getreten und dazu auch eigene Dichtungen und Änderungen eingebracht. So erscheint er auch als Gelegenheitsdichter.
Eine besondere Vorliebe hatte S. für die Geschichte der Vergangenheit von Oranien-Nassau. Die Heldengestalten, wie die im Staats- und Kirchendienste hervorragenden Männer dieses Landes begeisterten ihn, ebenso die Gelehrten, die ehedem an der Herborner Hochschule wirksam gewesen. Ihr Andenken der Nachwelt zu erhalten, sammelte er mit seinem Bienenfleiße in allen Bibliotheken, Archiven, Pfarrregistraturen und wo sich sonst eine Gelegenheit darbot. Als eine Frucht dieser historischen Forschungen hat er „De Principum Arausionensium et Nassovicorum meritis“ 1749 und zwei in Leipzig 1740 erschienene Lebensbeschreibungen der beiden berühmten ersten Professoren der Theologie zu Herborn, des Johannes Piscator und Caspar Olevian hinterlassen.

## Familie
Schramm war zwei Mal verheiratet. Seine erste Ehe schloss er 1705 mit Magarethe Elisabeth († 1710), die Tochter des Nassauisch Orang. Regierungsrates Georg Daniel Cruciger. Seine zweite Ehe ging er 1713 mit Constantie Magdalene, die Tochter des Kurpfälzischen Beamten in Caub Johann Jakob Hörath ein. Aus der ersten Ehe starben zwei Töchter jung. Zwei Söhne überlebten ihren Vater. Aus seiner zweiten Ehe gingen sechs Töchter und zwei Söhne hervor, wobei ein Sohn und zwei Töchter jung verstarben. Von den Kindern kennt man:
- Johann Daniel Schramm (1706–1727) studierte in Marburg
- Wilhelm Theodor Schramm (* 1709) wurde Gesandtschaftsprediger in Regensburg
- Franz Ulrich Schramm (* 19. August 1724) war Regierungssekretär in Dillenburg verh. mit Marie Elisabet, die Tochter des Dillenburger Kammerdirektors Bömer
- Johanne Marie Phillippine Schramm verh. 1735 mit dem Regierungsrat in Dillenburg später Berleburg Menco Metting(h), ab 1744 von Mettingh
- Dorothea Magdalene Schramm verh. 1738 an den anhaltinischen Gesandtschaftsrat in Regensburg Carl Heinrich von Pfau
- Constantie Henriette Schramm verh. mit dem Prof. med. in Herborn Johann Adam Hofmann
- Susanne Amalie Schramm verh. mit dem Prof in Herborn und Leiden Jan Jacob Schultens

## Werkauswahl
- Oratio funebris in  obitum J. A. Crameri Dr. et Prof. Herborn 1701
- De Nasua, fortissimo Suevorum duce, gentis nominitque Nassavici conditore. Herborn 1704
- Diss, inaug. de manipulo hordeaceo, cujus oblatione messem suam auspicabantur Judaei ejusque mysterio. Frankfurt (Oder) 1706
- Sermo academicus de stupenda eruditione Pauli Apostoli. Herborn 1710
- Die Verwelkung eines zierlichen Asts am Nassauischen Fürstenbaum, oder gehaltenen Rede bei der Leiche Fürst Ludwig Heinrichs. Herborn 1710
- Diss. de pace Ecclesiae Novi Testamenti ultimo tempore, Esa. 11, 6 — 9, adumbrata per concordiam mansueta inter et fera animalia stabiliendam. Herborn 1710
- Diss. de mysterio holocaustorum. Herborn
- Diss. de bestia Arundineti, ad Ps. 68, 31. Herborn 1715
- Diss. ds vigilibus veterum. Herborn 1713
- Positiones theologicae. Herborn 1713
- G. Zepperi legum Moiaicarum forentium succinct am explanationem recensuit notisque auxit. Herborn 1714
- G. Zepperi Politiam ecclesiasticam eodem modo edidit. Herborn 1714
- Nucleus historiae universalis ab orbe condito ad Machabaeorum tempora, facili et perspicua methodo per millenaria et saecula digestae. Herborn  1716
- Trauerrede über den schmerzlichen Hintritt des Fürsten Heinrich August Wilhelms, Erbprinzen von Nassau u.s.w. Herborn 1718
- Klage über den höchst schmerzlichen Verlust der Prinzessin Elisabeth Charlotte, einzigen Prinzessin Tochter des Fürsten Wilhelm zu Nassau u.s.w. Herford 1720
- Diss. de parabola Christi de operaniis la vinea Matth. 20, 1-16. Marburg 1721
- Diss. de unione Ecclesiarum Protestantium hoc tempore inprimis necessaria.  Marburg 1722 (Deutsch unter dem Titel: Theologischer Beweis der zu dieser Zeit höchst nothwendigen Vereinigung der Protestanten.) Marburg 1722
- Diss. de triduo, quo Servator noster commoratus est in sepulcro. Marburg 1722
- Diss. de baptismo diluvii antitypo, ad 1 Petr. 3, 21. Marburg 1722
- Diss. de urna Mannae ejusque mysterio. Herbornae 1723
- Leichenpredigt über den Tod der Prinzessin Amalie Friderike zu Nassau Dillenburg, aus Röm. 8, 23. Herborn 1724
- Die königliche Ehre der Überwinder, oder Leichenpredigt über das Absterben des Fürsten Wilhelms zu Nassau-Dillenburg, aus Offenb. Joh. 3, 21. Herborn 1724
- Ruhm der Güte, Barmherzigkeit und Treue Gottes, am Gedächtnißtage des hundertjährigen Brandes zu Herborn, vorgestellt aus Jeremiä Klagliedern 3, 21, 22. Herborn 1726
- Die reiche Belohnung der Weisheitsgüter, in einer Leichenrede über den Tod der heiligen Schrift beflissenen Jünglings, aus Sprüchw. Salomonis 24, 13, 14 gezeigt. Herborn 1726
- Betrachtung über Jerem. 2, 19, an einem allgemeinen Fest, Buß- und Bettage. Herborn 1727
- Diss, de plaga Bethschemesitarum ad 1 Sam. 6, 19. Herborn
- Diss. de curitate, perfectionis vinculo, ad Coloss. 3, 14. Herborn
- Diss. de mysterio templi Hierosolymitani. Herborn
- Specimina verilatum theologicarum XIV ventilata. Herborn
- Diss, de fama Salomonis apud exteros. Herborn 1745
- Diss. de voluntate Del revelandi, unico Theologiae typicae fundamento. Herborn 1745
- Diss. de doxologia Pauli 1 Timoth. 1, 17, ad astruendam dictatum Domini nostri Jesu Christi. Herborn 1749
- Canones ad analysin textuum sacrorum. Herborn 1749
- Oratio de Principum Arausiacorum et Nassovensium praeclaris in rempublicam litterariam meritis, 1748 habita. Leiden  (Lugd. Batav) 1749